# جواز سفر إماراتي
جواز السفر الإماراتي هو وثيقة السفر الرسمية التي يتم إصداره لمواطنين دولة الإمارات العربية المتحدة من قبل وزارة الداخلية بغرض السفر الدولي وتم التعاقد مع شركة ألمانية لإصدار جواز سفر إلكتروني يحتوي على شريحة إلكترونية لإصدار الجواز في نهاية 2010م.

## تاريخ
قبل تشكيل دولة الإمارات العربية المتحدة في عام 1971، كانت كل إمارة مكونة لدولة الإمارات العربية المتحدة تصدر جوازات سفر أو وثائق سفر خاصة بها. طُبعت هذه الوثائق باللغتين العربية والإنجليزية، وكثيرًا ما كانت تشير إلى الإمارة المصدرة لها وشيخها الحاكم.
جوازات السفر الإماراتية الصادرة منذ 11 ديسمبر 2011 هي جوازات سفر بيومترية. الإمارات العربية المتحدة هي الدولة الثانية في مجلس التعاون الخليجي (بعد قطر) التي تصدر مثل هذه الجوازات.

## الأنواع
تحدد أنواع جواز السفر بموجب المادة رقم 26 من قانون جوازات السفر الإماراتي الصادر بالمرسوم رقم 17 / 1972 وهي كما يلي:
- جواز سفر عادي (غلاف أزرق ليلي)
- جواز سفر دبلوماسي (غلاف قرميدي)
- جواز سفر خاص (غلاف أخضر ليموني)
- جواز سفر مؤقت (غلاف تركوازي غامق)
- جواز سفر مهمة (غلاف تركوازي غامق)
- جواز سفر طوارئ (غلاف رمادي)

## جواز السفر الخاص بالمواليد الجدد
يمكن لأولياء الأمور من مواطني دولة الإمارات العربية المتحدة الحصول على جوازات سفر لمواليدهم الجدد عن طريق خدمة (مبروك ماياك) التي توفر إمكانية إصدار جواز السفر وغيره من الوثائق التعريفية مثل شهادة الميلاد وبطاقة الهوية الإماراتية.

## صلاحية جواز السفر الإماراتي
يبقى جواز السفر الإماراتي فعال لمدة تصل إلى عشر سنوات لمن هم في سن 21 سنة فما فوق، وذلك من تاريخ إصدار الجواز أو إلى أن تنتهي جميع صفحاته أيهما يأتي أولاً. أما لمن تبلغ أعمارهم دون 21 سنة فتبلغ صلاحية جوازاتهم خمس سنوات. ويجوز تجديد جواز السفر قبل انتهاء صلاحيته بستة أشهر.

## تأشيرة الدخول
متطلبات الحصول على تأشيرة للمواطنين الإماراتيين هي قيود الدخول الإدارية التي تفرضها سلطات الدول الأخرى على مواطني دولة الإمارات العربية المتحدة. وفقًا لمؤشر هينلي لجوازات السفر، اعتبارًا من عام 2023، أصبح المواطنون الإماراتيون يتمتعون بإمكانية الوصول بدون تأشيرة أو تأشيرة عند الوصول إلى 178 دولة ومنطقة، مما يجعل جواز السفر الإماراتي يحتل المرتبة 15 في العالم من حيث حرية السفر.
يعد جواز السفر الإماراتي واحدًا من خمسة جوازات سفر حققت أكبر تحسن في تصنيف الإعفاء من التأشيرة في الفترة الزمنية 2006-2016.
خططت وزارة الخارجية والتعاون الدولي الإماراتية لجعل جواز السفر الإماراتي واحداً من أقوى خمسة جوازات سفر في العالم بحلول عام 2021. ووفقاً لمؤشر الجوازات، فقد تم تحقيق هذا الهدف بحلول ديسمبر 2018، ليصنف جواز السفر الإماراتي أقوى جواز سفر في العالم بدرجة 170 بدون تأشيرة.
وفي تموز 2023، صنف جواز السفر الإماراتي في المرتبة الأولى عالمياً من حيث القوة حسب التصنيف العالمي على موقع باسبورت إندكسويتيح الجواز لحامله دخول 179 دولة، منها 134 دولة بلا تأشيرة مسبقة، 45 دولة بتأشيرة إلكترونية أو لدى الوصول للمطار.
وفي عام 2024، تصدرت الإمارات العربية المتحدة القائمة للعام الرابع على التوالي حسب مؤشر "باسبورت إندكس"،و يمكن لحاملي الجواز الإماراتي الوصول إلى أكثر من 90 بالمئة من العالم ويمكنهم زيارة 133 دولة بدون تأشيرة و47 بموجب تأشيرة عند الوصول.

### جواز السفر الإلكتروني الإماراتي
أصدرت الهيئة الاتحادية للهوية والجنسية والجمارك وأمن المنافذ جوازات سفر مقروءة آلياً تصدر إلكترونيًا لمواطني الدولة وفقاً للمتطلبات التقنية، والأمنية الصادرة عن المنظمة الدولية للطيران المدني.ويمتاز الجواز بخصائص تقنية وأمنية عالية،حيث يحتوي رقاقة إلكترونية قابلة للقراءة عن بعد، تخزن فيها البيانات الشخصية النصية والبارومترية لحامل الجواز 

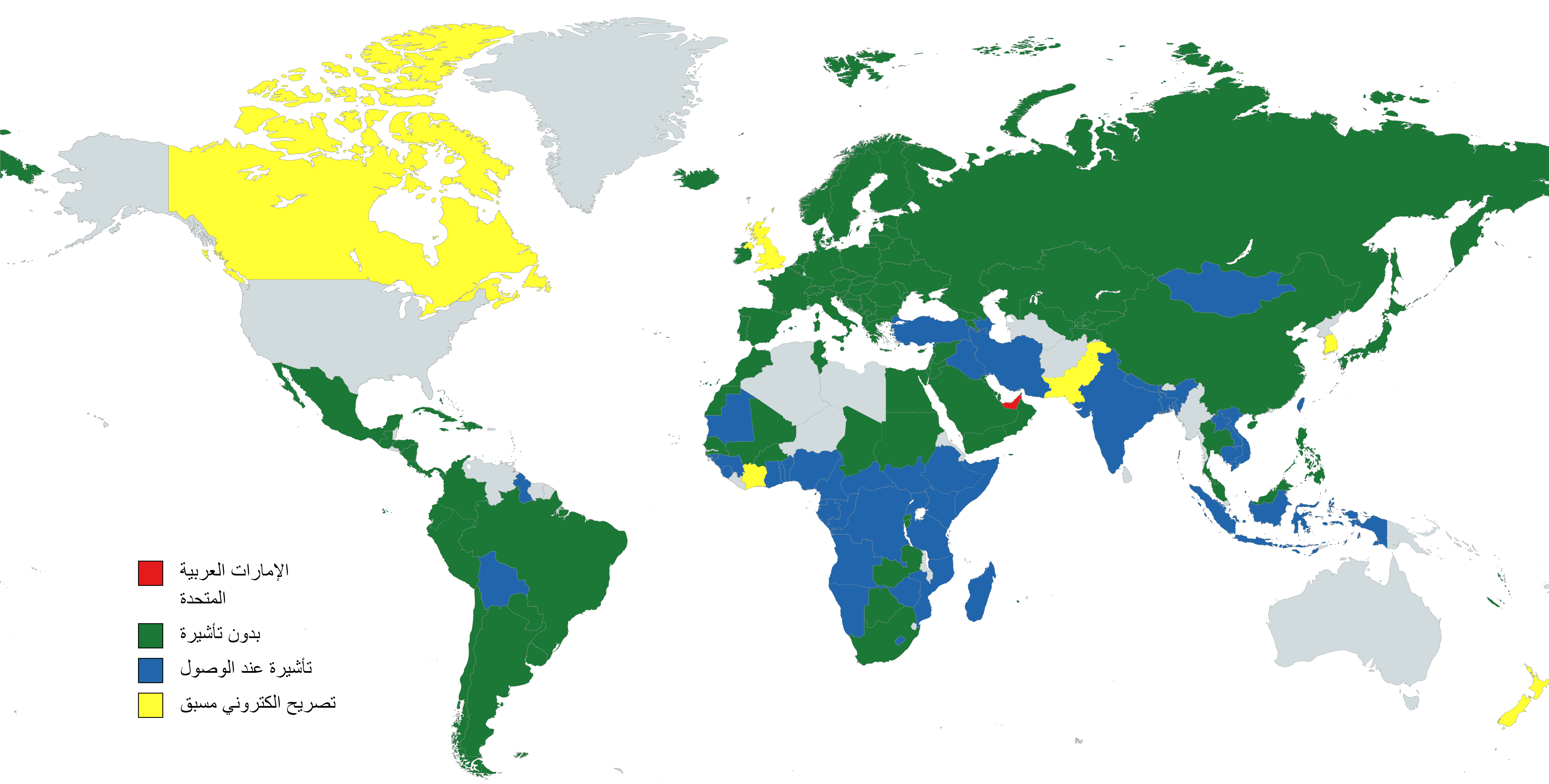
حرية التنقل لحامل جواز سفر اماراتي.

## اقرأ أيضاً
- بطاقة الهوية الإماراتية
- قانون الجنسية الإماراتية
- متطلبات الحصول على تأشيرة لمواطني الإمارات العربية المتحدة
- الهيئة الاتحادية للهوية والجنسية
- جواز سفر عُماني
- جواز سفر قطري
- جواز سفر كويتي
- جواز سفر بحريني
- جواز سفر سعودي